# San Jose (Belize)
San Jose – wieś w Belize, w dystrykcie Orange Walk. W 2000 roku, miasto zamieszkiwało 2254 osoby.